# 古尝河
古尝河，位于中国广西壮族自治区北部，是洛清江左岸支流，上游也称九槽河，发源于永福县堡里乡九槽村以南，永福、荔浦和鹿寨三县交界的古报尾山，先西北再转西南流入鹿寨县境，在鹿寨县拉沟乡的大洲转西流，在黄冕乡的旁寨汇入洛清江。干流长81千米，流域面积389平方千米。